# Мезаньє
Мезаньє (італ. Mesagne, сиц. Misciagni) — муніципалітет в Італії, у регіоні Апулія,  провінція Бриндізі.
Мезаньє розташоване на відстані близько 470 км на схід від Рима, 100 км на південний схід від Барі, 14 км на південний захід від Бриндізі.
Населення — 27 352 особи (2014).
Щорічний фестиваль відбувається 16 липня. Покровитель — Madonna del Carmine.

## Демографія
Населення за роками:

Станом на 1 січня 2023 року в муніципалітеті офіційно проживало 700 іноземців з 68 країн, серед них 165 громадян країн Євросоюзу та 7 громадян України.

## Сусідні муніципалітети
- Бриндізі
- Латіано
- Орія
- Сан-Доначі
- Сан-Панкраціо-Салентино
- Сан-Віто-деі-Норманні
- Торре-Санта-Сузанна